# Туре Свенссон
Туре Алан Свенссон (швед. Tore Allan Svensson, 6 грудня 1927, Фалькенберг, Швеція — 26 квітня 2002, Мальме, Швеція) — шведський футболіст, що грав на позиції воротаря.
Виступав, зокрема, за клуб «Мальме», а також національну збірну Швеції. Тричі ставав чемпіоном Швеції і двічі вигравав Кубок Швеції.

## Клубна кар'єра
У дорослому футболі дебютував 1947 року виступами за команду клубу «Фалькенбергс ФФ», в якій провів два сезони. 
Протягом 1949—1951 років захищав кольори команди клубу «Ельфсборг».
1951 року перейшов до клубу «Мальме», за який відіграв 10 сезонів.  Завершив професійну кар'єру футболіста виступами за команду «Мальме» у 1961 році.
Помер 26 квітня 2002 року на 75-му році життя.

## Виступи за збірну
1950 року дебютував в офіційних матчах у складі національної збірної Швеції. Протягом кар'єри у національній команді, яка тривала 9 років, провів у її формі 7 матчів.
У складі збірної був учасником чемпіонату світу 1950 року у Бразилії, на якому команда здобула бронзові нагороди,  футбольного турніру на Олімпійських іграх 1952 року у Гельсінкі, чемпіонату світу 1958 року у Швеції, де разом з командою здобув «срібло».

## Титули і досягнення
- Олімпійський чемпіон: 1948
- Віце-чемпіон світу: 1958
- Бронзовий призер чемпіонату світу: 1950

«Мальме»
- Чемпіон Швеції (3): 1949-50, 1950-51, 1952-53
- Володар Кубку Швеції (2): 1951, 1953